# جناية

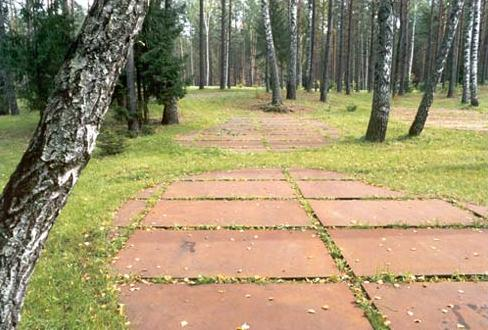

الجناية هي الجريمة التي يُعاقب عليها القانون أَساساً بالإعدام أَو السجن المؤبد أو السجن المشدد أو السجن. وهذا هو التعريف الذي وضعه المشرع المصري في قانون العقوبات.

تعدّ الجناية هي القسم الأول من التقسيم الثلاثي للجرائم، فالجريمة بشكل عام تقسم إلى ثلاثة أقسام بحسب جسامتها وخطورتها : الجناية و الجنحة والمخالفة . فالجناية تعد أشد وأقسى أنواع الجرائم .. ولذلك فعقوبتها تصل إلى الإعدام . 

وعلى الرغم من أن التعريف السابق لا يعد تعريفاً محدداً للجناية في حد ذاتها، وإنما هو تعريف في ضوء العقوبة المقررة لها، وهذا ما ارتآه المشرع إذ أن المشرع يقسم الجرائم بداية وفقاً لجسامتها وخطورتها، ومن ثم يقرر لكل نوع عقوبة حسب خطورته، ولذلك لكي نحدد ما إذا كانت الجريمة جناية أو جنحة أو مخالفة، يجب الذهاب لعقوبتها المقررة من قبل المشرع وعلى هذا الأساس يتم التحديد.